# Piantatore di Mais
John Abeel Junior, noto come Gaiänt'wakê (Gyantwachia - ″Il piantatore″) o Kaiiontwa'kon (Kaintwakon - "Quello delle piante") in lingua seneca e generalmente noto come Piantatore di Mais (Conewaugus, 1750 circa – Pennsylvania, 18 febbraio 1836), è stato un capo guerriero e diplomatico Seneca.
Da capo guerriero Piantatore di Mais combatté la guerra franco-indiana e la guerra d'indipendenza americana. In entrambe i Seneca e tre altre nazioni Irochesi si allearono con i britannici. Dopo la guerra Piantatore di Mais partecipò ai negoziati con gli Stati Uniti d'America e fu firmatario del trattato di Fort Stanwix (1784). Aiutò a mantenere neutrali gli Irochesi durante la guerra indiana del Nord-Ovest.
Dopo la guerra si sforzò di imparare di più sullo stile di vita europeo-americano ed invitò i quaccheri a fondare scuole in territorio Seneca. Disilluso dal pessimo trattamento riservato al suo popolo dagli americani, fece chiudere le scuole e riprese alcune tradizioni Seneca. Il governo statunitense gli concesse 6 km² dell'ex territorio Seneca in Pennsylvania nel 1796 per "lui ed i suoi eredi in eterno", diventato famoso come Cornplanter Tract. La terra fu inondata nel 1965 dalla diga Kinzua, e molti Seneca si trasferirono nella riserva Allegany.

## Biografia
Era figlio di madre Seneca, Aliquipiso, e padre olandese, un commerciante di pelli di Albany chiamato Johannes "John" Abeel (il cognome viene a volte irlandesizzato in O'Bail). Il suo nome Seneca, Gaiänt'wakê (spesso scritto Gyantwachia), significa "Il Piantatore", ed una sua variazione, Kaintwakon, significa "Quello delle Piante". Nacque a Canawaugus (oggi nella città di Caledonia) sul fiume Genesee nell'odierno stato di New York attorno al 1750, e fu allevato dalla madre con i Seneca. Dato che Seneca ed altri Irochesi avevano un sistema matrilineare, Piantatore di Mais fu considerato nato nel clan della madre e ne ricevette lo status.

### Capo guerriero
Piantatore di Mais divenne famoso come capo guerriero dei Seneca quando si allearono con i francesi contro gli inglesi nel corso della guerra franco-indiana (parte della guerra dei sette anni tra le nazioni europee). Fu presente alla sconfitta di Braddock.
Durante la guerra d'indipendenza americana sia Piantatore di Mais che lo zio capo Guyasuta vollero far rimanere neutrali gli Irochesi. Credeva che gli Irochesi dovessero restare fuori dalla guerra dei bianchi. Sia britannici che patrioti americani avevano chiesto agli Irochesi di restarne fuori.
Ma entrambi cercarono di convincerli ad allearsi con loro. I britannici offrirono molti beni. La Lega Irochese si incontrò a Oswego nel luglio 1777 per votare. Nonostante Guysutha e Piantatore di Mais abbiano votato per la neutralità, quando la maggioranza dei capi votò per allearsi con gli inglesi accettarono la decisione. Essendo i Seneca considerati capi guerrieri tra gli Irochesi, buona parte della Confederazione Irochese li seguì. Gli Irochesi nominarono Sayenqueraghta e Piantatore di Mais come capi guerrieri. Quattro nazioni Irochesi si allearono con i britannici: Mohawk, Seneca, Onondaga e Cayuga.
Piantatore di Mais si unì al tenente colonnello lealista John Butler ed ai suoi rangers nel 1778 per la battaglia della Wyoming Valley nell'attuale Pennsylvania. Uccisero molti coloni e ne distrussero le proprietà, in quello che oggi è chiamato massacro di Wyoming Valley.
Il combattimento lungo la frontiera fu feroce. I patrioti del colonnello Thomas Hartley incendiarono Tioga. Per rappresaglia Piantatore di Mais e Joseph Brant parteciparono nel 1778 agli attacchi lealisti-Irochesi del capitano Walter Butler e dei Butler's Rangers a Cherry Valley (massacro di Cherry Valley). Durante questa campagna gli uomini di Piantatore di Mais catturarono suo padre, Johannes Abeel, dopo averne bruciato la casa. Piantatore di Mais, che da giovane era stato a conoscere Abeel, lo riconobbe e si scusò. Invitò Abeel a tornare con i Seneca o dalla sua famiglia di bianchi. Il padre scelse la seconda opzione.
Dopo le vittorie di lealisti ed Irochesi, il comandante in capo George Washington ordinò al maggior generale John Sullivan di invadere il territorio delle Sei Nazioni in tutto lo stato di New York e di distruggerne i villaggi. Nella battaglia di Newtown Irochesi e britannici furono sconfitti duramente. Sullivan ed il suo esercito di 5000 uomini crearono molti danni nella loro tattica di terra bruciata. Distrussero metodologicamente i villaggi Irochesi, le fattorie, i depositi di grano ed uccisero gli animali tra maggio e settembre 1779 in tutto il territorio Irochese (New York nordoccidentale). Piantatore di Mais, Brant, Sayenqueraghta e John Butler combatterono un'azione disperata per permettere la fuga dei molti rifugiati, sia nativi che inglesi, verso il Canada. Gli Irochesi sopravvissuti patirono molto nei mesi seguenti in quello che divenne famoso come "l'inverno della neve alta". In molti morirono assiderati o per fame. Piantatore di Mais ed i guerrieri Seneca continuarono a combattere con i britannici contro i patrioti, nella speranza di cacciare i coloni dal loro territorio.

### Dopo la guerra di indipendenza americana
Con la sconfitta britannica nella guerra Piantatore di Mais comprese la necessità di relazioni diplomatiche amichevoli con il neonato governo di quelli che gli Irochesi chiamarono "Tredici Fuochi". Divenne un negoziatore nelle dispute tra "Americani" e Seneca e con altre tribù. Fu firmatario del trattato di Fort Stanwix (1784) e partecipò in seguito ad incontri con i presidenti George Washington e Thomas Jefferson.
Dopo l'indipendenza americana i nativi stanziati ad ovest dell'Allegheny opposero resistenza con la guerra indiana del Nord-Ovest in Ohio e Indiana, nella speranza di cacciare gli americani. Piantatore di Mais mantenne neutrali gli Irochesi in questo conflitto. Cercò inoltre di negoziare con gli Shawnee per conto del governo americano.
Nel 1790 Piantatore di Mais ed il fratello Mezza Città (anch'esso capo) viaggiò a Filadelfia per incontrarsi col presidente George Washington e col governatore della Pennsylvania Thomas Mifflin. Stavano protestando per il trattamento subito dal proprio popolo. Piantatore di Mais e Mezza Città ottennero un accordo da Washington e Mifflin per la protezione delle terre Irochesi.
Piantatore di Mais viaggiò in varie città per rafforzare le relazioni e parlare con chi era interessato al suo popolo. Cercò di imparare lo stile di vita europeo-americano, ritenendolo necessario per le future relazioni tra Irochesi ed Americani. Fu impressionato dal culto e dalle pratiche dei quaccheri. Li invitò ad educare suo figlio ed a fondare una scuola in territorio Seneca. Lui ed il cognato, il capo religioso Bel Lago, si opposero fortemente all'uso dei liquori tra i Seneca.
Durante la guerra anglo-americana del 1812 Piantatore di Mais sostenne la causa statunitense, convincendo anche il proprio popolo a farlo. Ad un certo punto si offrì di guidare 200 guerrieri a fianco degli americani, ma la sua offerta fu rifiutata.
Permise ai quaccheri di entrare nel suo villaggio per aiutare i Seneca ad apprendere le nuove tecniche quando non poterono più affidarsi alla caccia ed al commercio di pelli per vivere. Incoraggiò gli uomini ad unirsi alle donne nel lavoro nei campi per aumentare l'economia agricola.
Alla fine Piantatore di Mais rimase disilluso dalle relazioni con gli americani. Per aiutare a combattere l'alcool e la disperazione di cui soffrivano molti indiani, il cognato Bel Lago lo pregò di tornare allo stile di vita tradizionale prendendo parte alle cerimonie religiose. Piantatore di Mais capì che il suo popolo veniva maltrattato dagli americani. Ascoltò le preghiere di Bel Lago ritornando alle vecchie tradizioni ed evitando l'assimilazione nel mondo bianco. Bruciò la propria uniforme militare, ruppe la propria spada e distrusse le medaglie. Chiuse le scuole ma non ruppe completamente le relazioni con i quaccheri. Continuò ad amarli e rispettarli.

### Concessione terriera
Come ringraziamento per il servizio reso, a Piantatore di Mais furono concessi 6 km² di terra in Pennsylvania nel 1796 lungo la riva occidentale del fiume Allegheny (circa 5 km sotto al confine meridionale dello stato di New York). La concessione era valida per Piantatore di Mais e per i suoi eredi "per sempre". Nel 1798 400 Seneca vivevano in questa terra, chiamata Cornplanter Tract o Cornplanter Grant (cayuga: Gyonǫhsade:gęh). Nel 1821 la contea di Warren cercò di costringere Piantatore di Mais a pagare tasse per questa terra, ma lui protestò per il fatto che la terra gli era stata data dal governo statunitense. Dopo molti negoziati lo stato accetto il Cornplanter Tract come eccezione.

### Famiglia
Piantatore di Mais era cognato di Bel Lago (Sganyadai:yo, circa 1735-1815), capo religioso Seneca degli Irochesi. Era zio del governatore Blacksnake (Thaonawyuthe, circa 1760-1859), capo guerriero Seneca che, come Piantatore di Mais, ebbe una vita eccezionalmente lunga per quel periodo. L'artista Jesse Cornplanter fu l'ultimo suo discendente conosciuto (1889-1957).

### Morte e tomba
Piantatore di Mais morì a Cornplanter Tract nel 1836. Chiese una tomba senza lapide. Il monumento installato sulla sua tomba dallo stato della Pennsylvania nel 1866 "è considerato il primo monumento eretto in onore di un nativo americano negli Stati Uniti d'America". L'onorevole James Ross Snowden di Filadelfia tenne questo discorso per l'inaugurazione:
(Cornplanter - Gyantwahia Biography)

### Trasferimento della tomba
Nel 1965 la nuova diga di Kinzua a Warren allagò in modo permanente tutta la Cornplanter Tract tranne un piccolo angolo, per cui fu creata la riserva Allegheny. La tomba di Piantatore di Mais, compreso il monumento, fu trasferita su un terreno sopraelevato nel cimitero Riverview-Corydon situato a Elk Township (Pennsylvania). "Il cimitero si trova ad ovest della città di Bradford in Pennsylvania centro settentrionale, circa 100 metri dal confine dello stato di New York. Il cimitero contiene quelli che si credono essere i resti di Piantatore di Mais, dei suoi discendenti e dei residenti di Corydon". Lo stato della Pennsylvania eresse un monumento memoriale nel 1966. Molti Seneca si trasferirono nella riserva Allegany di New York.

## Retaggio
Il trasferimento della tomba di Piantatore di Mais compare nella canzone "As Long As The Grass Shall Grow" che Johnny Cash incise nel 1964; originariamente scritta da Peter La Farge. La foresta di Cornplanter State Forest nella contea di Forest (Pennsylvania) prende da lui il nome.
Nel 2011 il Center Street Bridge che porta la New York State Route 353 oltre il fiume Allegheny a Salamanca (New York) prese il nome di Chief Cornplanter (Gayetwage) Memorial Bridge. Il ritratto di Piantatore di Mais è esposto nella collezione della New-York Historical Society di New York.

## Biografie
- William W. Betts, The Hatchet and the Plow: The Life and Times of Chief Cornplanter, iUniverse.com, 2010, ISBN 978-1-4502-6713-7. URL consultato il 23 settembre 2012.
- Thomas S. Abler, Cornplanter: Chief Warrior of the Allegany Senecas, Syracuse University Press, 2001, ISBN 978-0-8156-3138-5. URL consultato il 23 settembre 2012.

## Romanzi
- Harold Thomas Beck, Cornplanter Chronicles, Mountain Laurel Pub. Corp, 2001, ISBN 978-1-929382-01-9. URL consultato il 23 settembre 2012.[18]